# Севастопольский театр танца имени В. А. Елизарова
Севастопольский академический театр танца имени В. А. Елизарова — это Государственное автономное учреждение культуры города Севастополя, расположенное по адресу: проспект Нахимова, 4, в левом крыле Дворца детского и юношеского творчества.
Директор театра — заслуженный артист Украины и Республики Крым Александр Елизаров. Художественный руководитель театра — заслуженная артистка Украины Нина Маршева.

## История
Севастопольский театр танца основан в 1999 году на базе танцевального коллектива «Виктория», созданного Вадимом Елизаровым и его партнёршей Ниной Маршевой в 1979 году в Культурном комплексе «Корабел». 17 декабря 1999 года мэр города Севастополя, глава Севастопольской государственной администрации Л. М. Жунько издал указ «О создании городского коммунального учреждения — Севастопольский Театр танца» на базе помещения городского Дворца детского и юношеского творчества. В 2009 году театр удостоили почётного звания «Академический». С 2017 года Севастопольский академический театр танца носит имя своего основателя — В. А. Елизарова.
В основе репертуара Севастопольского академического театра танца лежит спортивный бальный танец. Однако в некоторых постановках можно увидеть и другие направления, такие как хип-хоп, дэнсхолл, афро-джаз, бродвейский джаз, модерн, контемпорари, народный танец, классический танец, восточный танец, фламенко, аргентинское танго, элементы акробатики на воздушном кольце и колесе Сира.
В 2017 году после рабочей поездки в Севастополь, президент России В. В. Путин поручил построить здание Севастопольского академического театра танца имени В. А. Елизарова на участке улицы Руднева, 13-31. Строительство планировалось начать в 2018 и завершить в 2020 году. Однако на июнь 2023 года строительство не начато и сроки его начала неизвестны. Местные власти заявили, что денег на это строительство нет.